# Stictopisthus punctatus
Stictopisthus punctatus là một loài tò vò trong họ Ichneumonidae.